# 何溯源
何溯源 (英語：William M. Coleman, IV），生于北卡罗来纳州，现任美国驻沈阳总领事馆总领事，于2024年8月13日就任。他拥有傅爾曼大學学士学位、国防大学和夏威夷大学硕士学位以及哥伦比亚大学中国和西藏历史博士学位。他掌握的外语包括中文、日语、朝鮮語、土耳其语和藏语。

## 履历
他主要在东亚和太平洋地区以及欧洲的公共外交领域担任领导职务；并曾在沈阳市、成都市、东京和伊斯坦堡任职。2018年-2021年，他担任美國駐韓國大使館新闻发言人。他上一个职务是担任美国国务院东亚和太平洋事务局的发言人。

## 外部連結
- 官网 （页面存档备份，存于）